# Nikolaï Erdman
Pour les articles homonymes, voir Erdman.
 (juillet 2024).
Si vous disposez d'ouvrages ou d'articles de référence ou si vous connaissez des sites web de qualité traitant du thème abordé ici, merci de compléter l'article en donnant les références utiles à sa vérifiabilité et en les liant à la section « Notes et références ».
Œuvres principales
Le Suicidé
Nikolaï Robertovitch Erdman (en russe : Никола́й Ро́бертович Э́рдман), né le 16 novembre 1900 à Moscou et mort le 19 août 1970  dans la même ville, est un dramaturge et scénariste soviétique principalement connu pour sa collaboration avec Vsevolod Meyerhold dans les années 1920. Ses pièces, notamment Le Suicidé (1928), constituent un lien dans l'histoire littéraire russe entre le drame satirique de Nicolas Gogol et le théâtre de l'absurde.

## Biographie
Nikolaï Erdman est d'origine germano-balte par son père, Robert Karlovitch Erdman (1860-1950), également acteur ayant notamment joué des seconds rôles dans les films Le Faubourg (Okraïna) (1933) et Joyeux Garçons (1934). Sa mère, née Valentina Borissovna Kormer (1880-1964), a des origines allemandes et juives. Nikolaï fait ses études à Moscou, à l'école de commerce Petropavlovski. Il fait son service militaire dans l'Armée rouge en 1919-1920 et, une fois démobilisé, s'essaie à l'écriture. Sous influence de son frère Boris, il rejoint les imaginistes, publie quelques poésies, écrit — souvent en collaboration avec Vladimir Mass (ru) — textes et saynètes pour le music-hall, le Théâtre de la Satire et le Théâtre Vakhtangov.
En 1924, Erdman écrit sa première satire Le Mandat qui sera adaptée l'année suivante au théâtre de Vsevolod Meyerhold où elle sera en tout jouée 350 fois, puis, au Théâtre Alexandra. Elle est montée avec succès dans plusieurs grandes villes comme Odessa, Kharkov, Bakou et Tachkent, avant d'être présentée au public berlinois en 1927.
Un autre destin attend sa seconde œuvre Le Suicidé écrite en 1928 dont l'adaptation par Meyerhold sera d'abord reportée, puis interdite.
En 1927, Erdman, Mass et Grigori Alexandrov travaillent sur le scénario des Joyeux Garçons, mais lors du tournage à Gagra en 1933, Erdman et Mass sont arrêtés à cause de la découverte de parodies à connotation politique composées par eux, mais qui ne sont pourtant pas destinées à la publication. Les noms des deux scénaristes sont en conséquence effacés de la bande du futur film. Erdman est assigné à résidence à Ienisseïsk pour trois ans. Après sa libération en 1936, il vit successivement à Kalinine, Vychni Volotchek, Torjok et Riazan. Il tire un trait sur sa carrière de dramaturge, mais écrit toujours des scénarios. Son nom est à l'affiche de la comédie musicale Volga Volga qui sera récompensée par le Prix Staline en 1941.
Après la Seconde Guerre mondiale, Erdman installé à Moscou travaille au Théâtre de la Taganka et continue d'écrire des scénarios. Un second prix Staline lui est remis en 1951, pour le scénario des Audacieux de Konstantin Youdine. On lui doit aussi une trentaine de scénarios pour des dessins animés dont de grands classiques du cinéma russe comme les Douze mois (1956) et La Reine des neiges (1957). Beaucoup de ses œuvres sont cosignées avec Mikhaïl Volpine (ru). L'une de leurs meilleures créations est la traduction russe de Die Fledermaus de Johann Strauss II qui sera plus tard adaptée au cinéma, La Chauve-Souris par Yan Frid (1979).
Mort à Moscou, l'artiste est enterré au cimetière Donskoï.

## Œuvre

### Dramaturgie
- 1925 : Le Mandat (Мандат)
- 1928 : Le Suicidé (aussi Le Suicidaire) (Samoubiytsa, Самоубийца)

### Correspondance
Nikolaï Erdman / Angelina Stepanova, lettres d'un amour en exil (correspondance inédite 1933-1935), traduction Evy Vartazarmian, éditions TriArtis, Paris 2011,  (ISBN 978-2-916724-30-0).

### Scénario de films
- 1928 : La Maison de la place Troubnaïa (Dom na Trubnoy, Дом на Трубной) de Boris Barnet
- 1934 : Joyeux Garçons (Vesiolye rebiata, Весёлые ребята) de Grigori Alexandrov
- 1938 : Volga Volga (Волга-Волга) de Grigori Alexandrov
- 1957 : La Reine des neiges (Snejnaïa koroleva, Снежная королева) de Lev Atamanov
- 1959 : Les Aventures de Bouratino (Priklioutchenia Bouratino , Приключения Буратино) d'Ivan Ivanov-Vano
- 1964 : Morozko (Морозко) d'Alexandre Rou